# تضامن

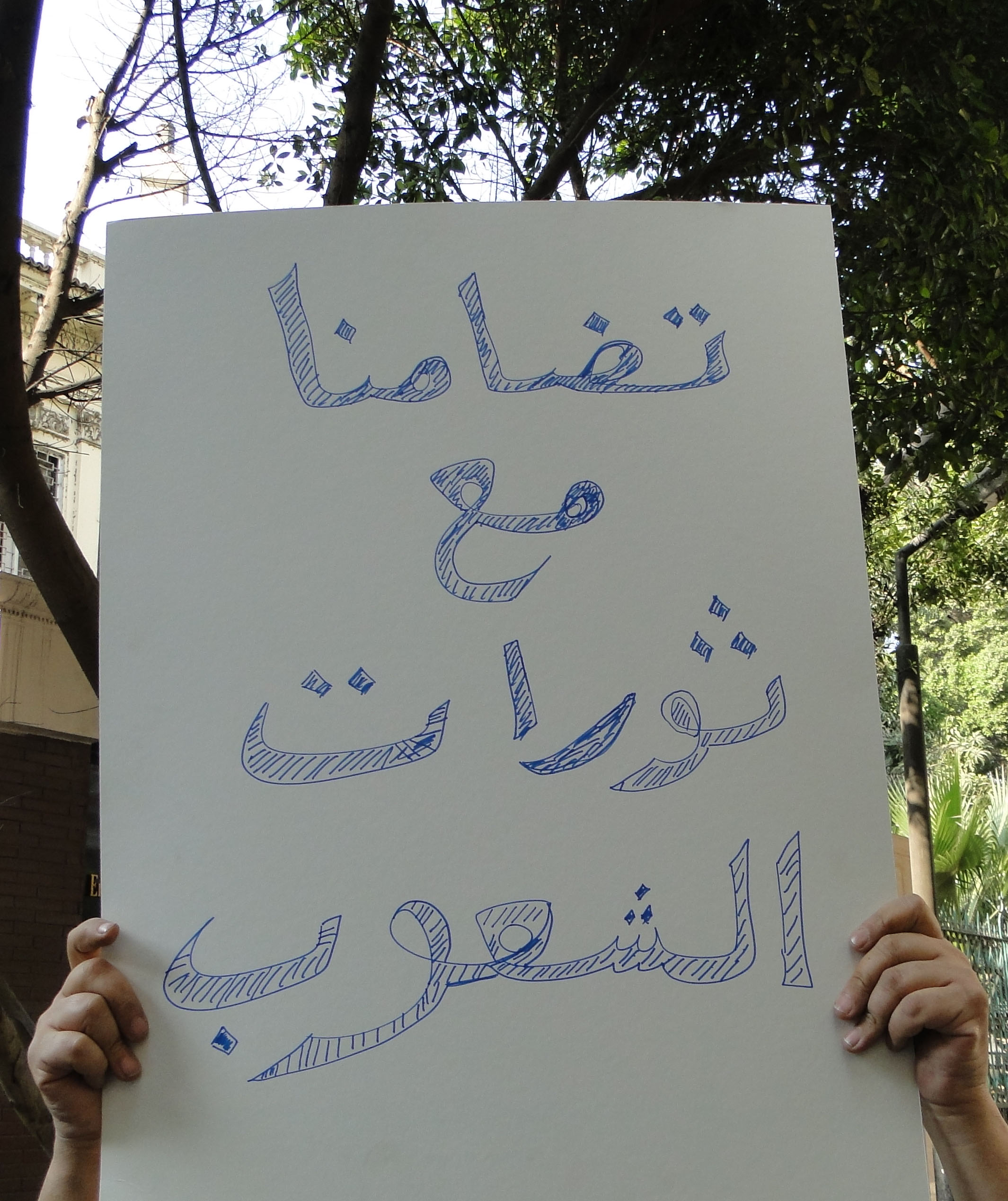
«تضامنا مع ثورات الشعوب» - متظاهر مصري يرفع لافتة يوم 17 فبراير 2011 أثناء ثورة 25 يناير.

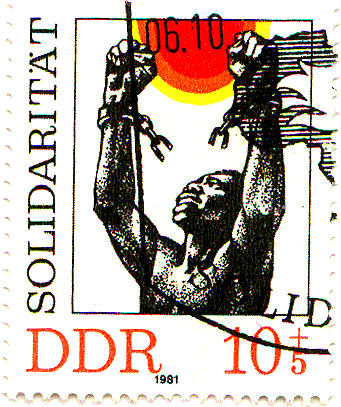
طابع بريد لعام 1981 مرسوم عليه صورة تضامن اجتماعي.

التضامن ، (بالفرنسية: Solidarité)‏ هو الاندماج في مجتمع ما أو بين مجموعة من الأشخاص وجيرانهم ونوع ذلك الاندماج ودرجته.
وهو يشير إلى الروابط في المجتمع التي تصل بين شخص وآخر. يتم أحيانا تصنيف التضامن الاجتماعي كنوع من الاشتراكية السياسية، حيث يُرَى كأنه القوة المحركة التي تصنف القوى العاملة بشكل مثالي. ويستخدم المصطلح في علم الاجتماع والعلوم الاجتماعية.
والأساسيات التي يتشكل عليها التضامن الاجتماعي يختلف من مجتمع لآخر، ففي المجتمعات البسيطة يقوم التضامن على أسس القرابة والقيم المشتركة، بينما في المجتمعات الأكبر والأكثر تعقيدا يوجد العديد من النظريات حول ما يقوم بتفعيل التضامن الاجتماعي. قد لا نبالي في حياتنا اليومية بما يعانيه بعض الناس من حالات الفقر أو المرض أو العاهة المستديمة٬ الا انه بالتضامن مع هؤلاء يمكن التخفيف عنهم ومساعدتهم.

## ابن خلدون
العصبية كما أسماها بن خلدون، تشير إلى التضامن الاجتماعي بمفهوم أقرب للوحدة، والضمير الجماعي والتماسك الاجتماعي، وهي في الأساس نوع من القبلية أو العشرية، ولكن يتم استخدامها كمثال للقومية بشكلها الحالي أيضًا.
ويصف ابن خلدون العصبية في مقدمته كاللبنة الأساسية في المجتمع الإنساني والقوة الدافعة لعجلة التاريخ. فالعصبية لا تحمل بالضرورة شكلا بدائيا أو تقوم على صلات الدم. ففي الوقت الحالي، يتوازى المصطلح مع التضامن.
يطرح بن خلدون فكرة أن كل سلالة حاكمة تبذر بنفسها بذور انهيارها. ويشرح أن البيوت الحاكمة تقوم على صراعاتها مع الإمبراطوريات الكبرى ويعتمدون على تأييد الأقاليم الموالية لهم لتثبيت أنفسهم في الحكم ووضع قيادات جديدة، والتي ما أن تثبت أقدامها في الحكم حتى يتراخوا شيءًا فشيئًا ويعطون الاهتمام الأكبر لمحافظتهم على مراكزهم، وبالتالي تقوم سلالات جديدة تحت وطأة تلك الأساليب في الحكم وتبدأ في الدائرة من جديد.
وتقارن تلك النظرية بنظرية إميل دوركايم حول التضامن الميكانيكي خلافًا للتضامن العضوي الذي يقول بوجوده في المجتمعات الحالية.

## دوركايم
بالنسبة إلى إميل دوركايم، فأنواع التضامن الاجتماعي ترتبط يأنواع المجتمع. لقد قدم دوركايم مصطلحي «التضامن الميكانيكي» و«العضوي» كجزء من نظريته حول تطور المجتمعات في تقسيم العمالة في المجتمع (1983). ففي المجتمع الذي يحتوي على تضامن ميكانيكي، يأتي تماسكه واندماجه من تجانس الأفراد عن طريق العمل المتماثل، والتدريب التعليمي والديني، وأسلوب الحياة. ويتواجد التضامن الميكانيكي عادة في المجتمعات التقليدية والصغيرة.
ففي المجتمعات البسيطة (مثال: القبائل)، يقوم التضامن على روابط القرابة والشبكات العائلية. فالتضامن العضوي يأتي من الاستقلال الناتج عن تخصصات العمل وتكاملها، وهو ما يحدث في المجتمعات الحديثة والصناعية.
وتعريف ذلك هو: التماسك الاجتماعي الناتج عن اعتماد الأفراد في المجتمعات المتقدمة على بعضهم البعض، بالرغم من ممارسة أولئك الأفراد لأعمال مختلفة وحملهم لقيم واهتمامات مختلفة. العضوية هنا تشير لتراكب العناصر المختلفة على بعضها البعض، وعليها يقوم التضامن الاجتماعي في ال المجتمعات المعقدة.
- (مثال: ينتج الفلاحون الغذاء الذي يأكله العمال الذين يقومون بإنتاج الآلات الزراعية التي تسمح للفلاحين بالزراعة).

ويمكن التفريق بين هذين النوعين من التضامن عن طريق المورفولوجيا والصفات الديموغرافية، وأنواع العادات الموجودة، وكثافة ومحتويات الضمير المتكامل.

## المؤسسات الوطنية والدولية التي تساهم في عملية التضامن بالمغرب
توجد بالمغرب عدة مؤسسات تعمل على نشر ثقافة التضامن ومنها:

### على الصعيد الوطني
- مؤسسة محمد الخامس للتضامن
- الصندوق الوطني للضمان الاجتماعي CNSS

### على الصعيد الدولي
- الصليب الأحمر
- الهلال الأحمر